# Eduardo Moreno Bergaretxe
Pour les articles homonymes, voir Moreno.
Eduardo Moreno Bergaretxe alias Pertur, né le 13 octobre 1950 à Saint-Sébastien et mort vraisemblablement en juillet 1976 à Hendaye, a été un dirigeant de l'organisation indépendantiste basque ETA politico-militaire pendant les dernières années de la dictature franquiste et le début de la Transition. Il a disparu à Hendaye (Pyrénées-Atlantiques - France) en 1976, sans que l'on n'ait jamais retrouvé son cadavre jusqu'à ce jour. Un temps on accuse 3 policiers de l'avoir enlevé mais la piste ne donne rien. En fait, il est quasi certain que ce sont ses propres compagnons qui l'ont assassiné sous prétexte de révisionnisme, on cite même Apala et Pakito.
Pertur était l'idéologue de l'organisation et comme tel a mûri l'idée constitutive de cette branche d'ETA, selon laquelle devait se fonder un parti révolutionnaire de gauche qui travaillerait dans la « démocratie bourgeoise » (qui deviendra Euskal Iraultzarako Alderdia, EIA), tandis qu'ETA resterait comme le bras armé. Sa disparition a eu lieu en juillet 1976 et a été attribué aux commandos bereziak (commandos spéciaux responsables des actions armées) d'ETApm avec lesquels Pertur avait des divergences sur les stratégies à suivre par l'organisation. Un groupe autodénommé Triple A (Alliance Apostolique Anticomunista), ancêtre du GAL, organisation sous laquelle agissaient des membres des appareils de sécurité de l'État franquiste, a revendiqué l'enlèvement et le meurtre. Les deux hypothèses sur l'auteur du meurtre de Pertur, celle qui désignait les bereziak et celle relative à l'extrême droite, ont été en vigueur tout au long des années, puisque les restes de Moreno Bergaretxe n'ont jamais été retrouvés. En 2007 on a diffusé un documentaire sur ce cas, qui favorisait l'hypothèse du terrorisme d'État. En 2008 on a judiciairement rouvert le cas à la demande de la famille de Pertur. Dans ce jugement on a interrogé d'anciens dirigeants néofascistes italiens qui avaient collaboré avec les bas fonds des services de sécurité espagnols pendant la Transition.

## Biographie
Pertur est né dans la ville de Saint-Sébastien, en Guipuscoa, le 13 octobre 1950. Appartenant à une famille de la bourgeoisie donostienne, il a étudié la gestion dans le collège des frères maristes de Saint-Sébastien. Il a continué sa formation supérieure (sciences économiques et entrepreneuriales) à l'EUTG, école dépendant de l'université des jésuites de Deusto, à Bilbao. Il était en cours avec Jaime Mayor Oreja et Gorka Knörr, dirigeants, le premier du Parti populaire et le second d'Eusko Alkartasuna. Il a été toujours considéré comme un « homme d'action », ce qui contraste avec le rôle d'idéologue qu'il a eu au sein d'ETA.

## Militantisme à ETA
En 1972 il a essayé d'intégrer l'ETA mais a été rejeté et est passé au « frente cultural » où il a dirigé la revue Hautsi, bulletin interne de l'organisation. En 1973 la VIe Assemblée a débuté à Hasparren (Pays basque français ou Iparralde en basque). Les désaccords dans l'assemblée ont abouti en octobre 1974 à la scission qui donnera lieu à ETA politique (ETApm), le secteur majoritaire, et ETA militaire (ETAm). Pertur se révélera comme un des dirigeants et des idéologues d'ETApm, avec Francisco Javier Garayalde alias Erreka. Tous les deux seront les auteurs « du rapport Otsagabia », programme central de l'organisation, approuvé dans la VIIe assemblée générale, qui s'est tenue à Saint-Palais en septembre 1976.
L'enlèvement et le meurtre qui s'ensuit, le 8 avril 1976, après 21 jours d'enlèvement, de l'industriel Angel Berazadi marquera une rupture au sein des "polimilis" (polico-militaire). La direction a pris cette décision avec trois voix pour et deux contre et une abstention. La section militaire de l'organisation prenant l'avantage, les bereziak (commandos spéciaux), sur les politiques. Il semble que la ligne politique dirigée par Pertur était celle d'accepter la partie de la rançon offerte par la famille du chef d'entreprise. Ce désaccord, parmi d'autres, provoquera la sortie de la majorité des bereziak d'ETApm dans la VIIe assemblée et son retour ultérieur à ETA militaire.

## Disparition
Le 23 juillet 1976, huit mois après la mort du dictateur Francisco Franco, il est allé à un rendez-vous à 10 heures du matin dans le bar La Consolation de Saint-Jean-de-Luz (Pyrénées-Atlantiques), avec, selon une note qu'il reçoit peu avant, "une personne qui t'a connue il y a un mois et qui veut te voir de nouveau". Cette personne n'est pas venue. En sortant du bar à 11 h, il rencontre ses compagnons de l'organisation Miguel Ángel Apalategui Ayerbe, alias Apala et Francisco Mujika Garmendia alias Pakito. Pertur leur demande de l'emmener à Urrugne, où il avait une autre réunion. Tous les deux ont déclaré ultérieurement que, après l'avoir conduit jusqu'à la place de Pausu, à Urrugne, proche de la frontière espagnole, ils l'ont laissé là. Ce sera la dernière fois qu'on le voit.
ETApm a directement accusé les groupes para-policiers et l'un d'eux, la Triple A, a revendiqué l'acte. Cependant, quelques secteurs d'opinion ont montré leurs soupçons que les vrais coupables étaient des militants d'ETApm et la famille, dans une conférence de presse accordée en 1978, a défendu cette position. Marta Bergareche, mère de Pertur, a postérieurement déclaré :
ETA es hoy una banda nazi y mafiosa. En ETA, un pequeño grupo de fanáticos, mafiosos y nazis sigue creyendo que en este país no puede haber democracia.
Depuis cette hypothèse on soupçonne généralement Miguel Angel Apalategui Ayerbe, Eugenio Etxebeste Arizkuren, alias Antxon et Francisco Mujika Garmendia alias Pakito, tous issus des commandos bereziak et futurs militants d'ETAm, comme étant les auteurs du présumé enlèvement et du meurtre de Pertur.

## Les scissions postérieures à ETA
Pertur a été considéré comme le précurseur du parti qui naîtra d'ETA politicco-militaire, Euskal Iraultzarako Alderdia, EIA (Parti pour la Révolution Basque), qui en s'alliant avec le Mouvement Communiste d'Euskadi formera la coalition Euskadiko Ezkerra (Gauche d'Euskadi). Euskadiko Ezkerra a fini par se dissoudre et un secteur du militantisme a été intégré dans le Parti Socialiste d'Euskadi, qui s'appellera PSE-EE (Parti Socialiste d'Euskadi - Euskadiko Ezkerra). Un autre secteur formera Euskal Ezkerra, pour disparaître peu après. Avec l'auto-dissolution d'ETApm beaucoup de leurs militants ont intégré les rangs d'ETAm, qui deviendra simplement "ETA".

## DocumentaireEl año de todos los demonios
Le cinéaste et ex militant d'ETApm Angel Amigo a présenté en 2007 un documentaire que tend à l'hypothèse de l'implication d'organisations néofascistes. On fait valoir que Pertur a été enlevé par des activistes du néofascisme italien et que ceux-ci l'ont livré à la police espagnole. Dans le documentaire la disparition de Pertur est contextualisée dans l'étape qu'on a vécu entre la mort de Franco et l'arrivée d'Adolfo Suárez à la présidence. Ça a été l'année des événements de Montejurra et de ceux de Vitoria.
Le film se base principalement sur un résumé élaboré par un groupe de juges d'instruction italiens entre 1984 et 1987. Dans celui-ci, ouvert pour faire des recherches sur le meurtre d'un juge italien, on fait des recherches sur les organisations d'extrême droite qui agissaient au Pays basque à l'époque de la mort de Pertur. Un des liens de la recherche est constitué par documents de la DINA Chilienne trouvés en Argentine avec des données sur ces groupes, qui ont aussi collaboré à l'Opération Condor.
Le résumé italien rassemble des déclarations prises à une douzaine de neofascistes "repentis" ou emprisonnés, dans lesquelles ceux-ci affirment leur relation étroite avec les appareils du régime franquiste et leur activité impunie au Pays basque français, sous des ordres d'agents espagnols et avec les moyens fournis par eux. Parmi les opérations menées à bien - comme le meurtre d'Argala - ils commentent l'enlèvement d'un militant d'ETA en 1976 qui a été livré à des agents espagnols pour un interrogatoire ultérieur. À aucun moment il n'est mentionné de Pertur, mais le documentaire fait valoir que, en en tenant compte du fait qu'il n'existe pas d'indices d'aucune autre disparition durant ces années, ils doivent se référer à Pertur. Angel Amigo a dit dans une entrevue publiée dans le journal en basque Berria :
(el sumario) está archivado. Los jueces italianos intentaron ir mas lejos, pero la policía y la justicia en España les negaron toda colaboración, prueba y detalle. Les interpusieron una pared y no pudieron avanzar más en la inventigación
Le film offre des entrevues avec certains des dirigeants d'ETA de cette époque. Eugenio Etxebeste Antxon - un des bereziak indiqués dans ce cas a eu pour la première fois l'occasion d'exposer son point de vue des faits devant une chambre. Le documentaire rassemble aussi, entre autres, les témoignages et les avis de l'un des juges d'instruction italiens, de deux journalistes qui ont couvert le cas, de l'agent de l'intelligence française Alain Etcheto et du responsable du SECED au Pays basque à cette époque, Angel Ugarte.

## Réouverture judiciaire du cas (2008)
En mai 2008, les parents de Pertur ont présenté une plainte criminelle pour réclamer une recherche sur le cas. Ils ont fait valoir qu'il s'agissait d'une infraction de terrorisme et que c'était l'Audition Nationale qui devait faire des recherches. Le corps de Pertur ayant disparu, l'infraction n'a pas de prescription, puisque celui-ci est permanent jusqu'à l'apparition du cadavre ou on examine son endroit.
Selon Angelo Izzo, un néofasciste italien interrogé dans le procès, durant ces années a existé une ferme près de Barcelone où avait été séquestré un membre d'ETA. Ils apportent y compris le nom de la maison : «La Fábrica». Pierluigi Concutelli (terroriste néofasciste des années soixante-dix et condamné à la réclusion perpétuelle), qui à cette période se trouvait en Espagne, tout comme beaucoup de néofascistes italiens en contact avec les services secrets et l'extrême droite espagnols, rapporte à Izzo qu'une fois qu'il a enlevé un membre d'ETA et l'a livré à des groupes parapoliciiers espagnols. Izzo a aussi rapporté que Jean-Pierre Cherid, mercenaire ex membre du groupe français OAS et après diverses opérations para-policières espagnols, dont le GAL, qui était arrivé en Espagne avait été contacté par le SECED pour prendre part aux événements de Montejurra, comme un des chefs de ce groupe.
Sergio Calore, autre néofasciste que gravita autour du groupe italien, a confirmé l'existence de la ferme. Selon son témoignage, cité par EFE :
Servía para preparar acciones contra ETA y los asesinados eran enterrados en un bosque.
Servait pour préparer des actions contre ETA et les assassins étaient enterrés dans un bois.
Le ministère public de l'Audition Nationale a aussi déclaré comme imputés à Pakito et Apala.

### Sources et bibliographie
- (es) Cet article est partiellement ou en totalité issu de l’article de Wikipédia en espagnol intitulé « Pertur » (voir la liste des auteurs).
- (fr) Jean Chalvidant, ETA : L'enquête, éd. Cheminements, coll. « Part de Vérité », octobre 2003, 426 p. (ISBN 978-2-84478-229-8)
- (es) José María Benegas, Diccionario de Terrorismo, Madrid, Espasa Calpe, coll. « Diccionario Espasa », novembre 2004, 920 p. (ISBN 978-84-670-1609-3)
- (fr) Jacques Massey, ETA : Histoire secrète d'une guerre de cent ans, Paris, Flammarion, coll. « EnQuête », février 2010, 386 p. (ISBN 978-2-08-120845-2)
- (fr) Pertur : sur la piste des fascistes italiens Le Journal du Pays Basque du 23/03/2009.
- (fr) Disparition de Pertur : Le juge Andreu continue l'enquête et l'audition des témoins Le Journal du Pays Basque du 25/03/2009.
- (es) El Correo
- (es) La pista neofascista del asesinato de Pertur, information de El País, 26 août 2007.
- (es) Entrevista del diario Gara al cineasta Angel Amigo (en español)
- (es) Site web officiel du film
- (es) El fiscal imputa por la desaparición de Pertur a dos etarras, El País, 24 juin 2008.